# Castelló de la Plana
Castelló de la Plana (Spaans, tot 2019 officieel: Castellón de la Plana) is een stad en gemeente in de Spaanse provincie Castellón in de regio Valencia met een oppervlakte van 111 km². Castelló de la Plana telt 170.990 inwoners (1 januari 2016).
In 1991 werd in Castellón de la Plana de Universitat Jaume I (afgekort UJI) opgericht. In 2003 waren er ongeveer 13.000 studenten ingeschreven.

## Geschiedenis
Het eerste bekende gebouw in het gebied was het Moorse kasteel van Fadrell, vlak bij het Alquerías de la Plana. De stad zelf is officieel gesticht in 1251, na de verovering van het Moorse Koninkrijk van Valencia door koning Jaume I d'Aragon in 1233. Jaume verleende koninklijke toestemming om de stad te verplaatsen van de berg naar de vlakte op 8 september 1251, en de traditie beweert dat de verhuizing is voltooid op de derde zondag van de vastentijd, 1252. Tijdens de middeleeuwen werd de stad beschermd door grachten, muren en torens, en een kerk werd gebouwd, die later een kathedraal werd. In de 17e eeuw was de stad een van de laatste bolwerken in de Revolta de les Germanias (plaatselijke gilden). Ook ondersteunde zij aartshertog Karel van Oostenrijk in de Spaanse Successieoorlog (1701-14), maar de stad werd later ingenomen door de troepen van Filips d'Anjou.
In de 19e eeuw werden de stadsmuren afgebroken en begon de stad langzaam uit te breiden, een proces onderbroken door de onafhankelijkheidsoorlog tegen Napoleon (1804-14) en de Carlistische Oorlogen (1833-63). In 1833 werd Castellón de hoofdstad van de nieuw opgerichte provincie. In de tweede helft van de 19e eeuw begon de stad weer te groeien, gemarkeerd door de komst van de spoorweg, de uitbreiding van de haven en de bouw van representatieve gebouwen (Provinciaal Ziekenhuis, Casino, Theater) en parken.
In 1991 werd een universiteit (Universiteit Jaume I) opgericht, gelegen op een moderne campus. De lokale economie is gebaseerd op de industrie en ambachtelijk werk.

## Demografische ontwikkeling
Bron: INE; 1857-2011: volkstellingen
Opm: Bevolkingscijfers in duizendtallen; afstand van Benicasim (1857)

## Bezienswaardigheden
De meeste historische gebouwen zijn gelegen in de kleine oude binnenstad, rond de Plaza Mayor:
- De gotische Concatedral de Santa María (cokathedraal van Sint Maria), gebouwd in de 13e eeuw en een eeuw later herbouwd na vernietiging door brand. Het huidige gebouw is een nieuwe reconstructie, want de oude kathedraal is tijdens de Spaanse burgeroorlog (1936) in opdracht van de gemeenteraad gesloopt.
- Het Ayuntamiento (stadhuis), gebouwd aan het begin van de 18e eeuw. Het beschikt over een mooie gevel in Toscaanse stijl boven een zuilengalerij.
- De staande klokkentoren van de pro-kathedraal, bekend als El Fadrí, gebouwd in de 15e eeuw.
- De Llotja del Canem (Hennepmarkt), gebouwd in de eerste helft van de 17e eeuw, werd gebruikt door handelaren in hennepdoek en touw, destijds een zeer belangrijke activiteit. Vandaag de dag wordt het gebouw gebruikt door de universiteit voor culturele evenementen en tijdelijke tentoonstellingen.
- Aan de noordoostelijke rand van de stad, aan het einde van een brede laan versierd met sinaasappelbomen, staat de basiliek van Santa María del Lledó (Europese netelboom of Celtis australis), een basiliek gewijd aan een afbeelding van de Maagd Maria, in 1366 gevonden door een boer bij het ploegen van zijn land. De oorspronkelijke 14e-eeuwse kapel werd uitgebreid tot zijn huidige barokke vorm in de 16e eeuw. Het complex is omgeven door een landschapstuin.
- Het bisschopspaleis (18e eeuw)

## Geboren in Castelló(n) de la Plana
- Matilde Salvador Segarra (1918-2007), componist, muziekpedagoog, pianist en kunstschilder
- Sergio Aragonés (1937), cartoonist
- Manuel Brancal (1968), muzikant en componist
- José Luis Ballester (1969), zwemmer
- Xavi Valero (1973), voetbalkeeperstrainer
- Sergio García (1980), golfer
- Pablo Herrera (1982), beachvolleyballer
- Miguel Ángel Silvestre (1982), acteur
- Jorge Monreal Forcada (1984), schilder en illustrator
- Pablo Hernández (1985), voetballer
- Roberto Bautista Agut (1988), tennisspeler
- Pablo Fornals (1996), voetballer
- Miguel Ángel Leal (1997), voetballer

Albacete · Alicante · Almería · Ávila · Badajoz · Badalona · Barcelona · Bilbao · Burgos · Cáceres · Cádiz · Cartagena · Castelló de la Plana · Ceuta · Ciudad Real · Córdoba · A Coruña · Cuenca · Elche/Elx · Gijón · Girona · Granada · Guadalajara · L'Hospitalet de Llobregat · Huelva · Huesca · Jaén · Jerez de la Frontera · León · Lleida · Logroño · Lugo · Madrid · Málaga · Melilla · Mérida · Móstoles · Murcia · Oviedo · Ourense · Palencia · Palma · Las Palmas de Gran Canaria · Pamplona · Pontevedra · Sabadell · Salamanca · San Sebastián · Santa Cruz de Tenerife · Santander · Santiago de Compostella · Segovia · Sevilla · Soria · Tarragona · Terrassa · Teruel · Toledo · Valencia · Valladolid · Vigo · Vitoria-Gasteiz · Zamora · Zaragoza
Aín · Albocàsser · Alcalà de Xivert · L'Alcora · Alcudia de Veo · Alfondeguilla · Algimia de Almonacid · Almassora · Almedíjar · Almenara · Alquerías del Niño Perdido / Les Alqueries · Altura · Arañuel · Ares del Maestrat · Argelita · Artana · Atzeneta del Maestrat · Ayódar · Azuébar · Barracas · Bejís · Benafer · Benafigos · Benassal · Benicarló · Benicasim / Benicàssim · Benlloc · Betxí · Borriol · Burriana / Borriana · Cabanes · Càlig · Canet lo Roig · Castell de Cabres · Castellfort · Castellnovo · Castelló de la Plana · Castillo de Villamalefa · Catí · Caudiel · Cervera del Maestre · Chilches / Xilxes · Chodos / Xodos · Chóvar · Cinctorres · Cirat · Cortes de Arenoso · Costur · Les Coves de Vinromà · Culla · Eslida · Espadilla · Fanzara · Figueroles · Forcall · Fuente la Reina · Fuentes de Ayódar · Gaibiel · Geldo · Herbers · Higueras · La Jana · Jérica · La Llosa · Lucena del Cid / Llucena · Ludiente · La Mata de Morella · Matet · Moncofa · Montán · Montanejos · Morella · Navajas · Nules · Olocau del Rey · Onda · Oropesa del Mar / Orpesa · Palanques · Pavías · Peñíscola / Peníscola · Pina de Montalgrao · La Pobla de Benifassà · La Pobla Tornesa · Portell de Morella · Puebla de Arenoso · Ribesalbes · Rossell · Sacañet · La Salzadella · San Jorge / Sant Jordi · San Rafael del Río · Sant Joan de Moró · Sant Mateu · Santa Magdalena de Pulpis · Segorbe · La Serratella · Sierra Engarcerán · Soneja · Sot de Ferrer · Sueras / Suera · Tales · Teresa · Tírig · Todolella · Toga · Torás · El Toro · Torralba del Pinar · La Torre d'En Besora · La Torre d'en Doménec · Torreblanca · Torrechiva · Traiguera · Useras / Les Useres · Vall d'Alba · La Vall d'Uixó · Vall de Almonacid · Vallat · Vallibona · Vila-real · Vilafamés · Villafranca del Cid / Vilafranca · Vilanova d'Alcolea · Vilar de Canes · La Vilavella · Villahermosa del Río · Villamalur · Villanueva de Viver · Villores · Vinaròs · Vistabella del Maestrat · Viver · Xert · Zorita del Maestrazgo · Zucaina